# Sergueï Epichev
Sergueï Malikovich Epichev (russe : Серге́й Ма́ликович Е́пишев) est un acteur russe de théâtre et de cinéma né le 2 juillet 1979 à Tachkent dans la RSS d'Ouzbékistan (depuis 1991, en Ouzbékistan).

## Biographie
Sergueï Epichev est diplômé de l'école studio du théâtre Ilkhom (1997) et de l'institut d'art dramatique Boris-Chtchoukine (2001, classe de Youri Chlykov (ru)), à la sortie duquel il entre dans la troupe du théâtre Vakhtangov. En parallèle, il collabore avec le Centre de dramaturgie et de mise en scène dirigé par Alexeï Kazantsev et Mikhaïl Rochtchine où il participe notamment à l'adaptation du Transfert d'après Vladimir et Oleg Pressniakov (par Mikhaïl Ouvarov en 2003-2004), et de La Mort de Tarelkine d'Alexandre Soukhovo-Kobyline (par Alexeï Kazantsev en 2004-2005). On le voit également dans la version d'Antoine et Cléopâtre de Kirill Serebrennikov au théâtre Sovremennik en 2006.
Sergueï Epichev est également chanteur du groupe "Trepanga".

## Filmographie
- 2012-2016 : La Cuisine, série télévisée de Dmitri Diatchenko : Lev Soloviov